# 미크로네시아 연방의 국기
미크로네시아 연방의 국기는 1979년 11월 10일에 채택되었다. 바탕의 하늘색은 태평양을 뜻하며 하양색 별 4개는 미크로네시아 연방을 구성하는 4개의 큰 섬(추크 라군, 폰페이섬, 야프섬, 코스라에섬)을 뜻한다.

## 역사
미크로네시아 연방의 국기는 미크로네시아가 태평양 제도 신탁통치령에 속해있던 1960년대까지 거슬러 올라간다. 태평양 제도 신탁통치령은 1962년 10월 24일에 현재 국기와 흡사한 깃발의 초안을 채택했는데, 이 깃발에는 유엔기를 기반으로 한 파란색 바탕 중앙에 6개의 흰색 별이 원을 그리며 둘러져 있다. 이 깃발은 곤졸라 산토스가 디자인했으며 1965년 국회에서 공식적으로 채택되었다. 6개의 별은 야프, 트루크 (현 추크), 폰페이, 팔라우, 마셜 제도, 북마리아나 제도를 나타낸다. 후자의 세 국가는 1979년 출범한 미크로네시아 연방에 포함되지 않았다.
독립 전인 1978년 11월 30일, 현재의 국기가 채택되었다. 코스라에가 폰페이에서 분리되었으며 이는 네 번째 별이다. 유엔기를 기반으로 한 파란색 바탕은 미크로네시아 연방이 1986년 11월 3일, 미국과 자유연합협약을 채결한 후 유엔기의 파란색보다 더 진한 파란색으로 바뀌었다.

## 색상
| 색상 | 하늘                  | 하양                  |
| ---- | --------------------- | --------------------- |
| RGB  | 117–178–221 (#75B2DD) | 255–255–255 (#FFFFFF) |

## 역대 깃발

태평양 제도 신탁통치령의 국기.
1977년부터 1992년까지 사용된 폰페이섬의 기.

## 각 섬의 깃발

추크 제도의 기
폰페이섬의 기
야프섬의 기
코스라에섬의 기

## 같이 보기
- 미크로네시아 연방의 기 목록
- 태평양 제도 신탁통치령의 국기